# Giuseppe Versaldi
Giuseppe Versaldi (Villarboit, 30. srpnja 1943.) talijanski je prelat Katoličke Crkve koji je bio prefekt Kongregacije za katolički odgoj od 2015. do spajanja tog tijela u novi Dikasterij za kulturu i obrazovanje 2022. godine. Obnašao je dužnost predsjednika Prefekture za gospodarska pitanja Svete Stolice od 2011. do 2015. godine. Prije toga bio je biskup Alessandrije.
Dana 18. veljače 2012. Benedikt XVI. imenovao ga je kardinalom-đakonom crkve Sacro Cuore di Gesù a Castro Pretorio.